# LNER-Klasse V2
Die Dampflokomotiven der Klasse V2 der britischen Bahngesellschaft London and North Eastern Railway (LNER) wurden in den Jahren 1936 bis 1944 beschafft. Die Schlepptenderlokomotiven mit der Achsfolge 1’C1’ (Prairie) nach einem Entwurf des LNER-Chefingenieurs Sir Nigel Gresley waren für den gemischten Dienst sowohl im Personen- wie Güterverkehr vorgesehen.

## Geschichte
Auf die zunehmende Konkurrenz des Straßengüterverkehrs reagierte die LNER unter anderem mit der Beschleunigung ihres Güterverkehrs. Der bisherige Lokomotivpark war dafür aber kaum geeignet, die LNER benötigte schnellere Lokomotiven. Auch im Personenverkehr war eine Beschleunigung nötig, hier machte sich die Konkurrenz des privaten Pkw immer mehr bemerkbar. Nigel Gresley, der Chefingenieur der LNER entwickelte daher eine neue, als Mehrzwecklokomotive ausgelegte Lokomotive mit der ansonsten im britischen Eisenbahnwesen bei Schlepptenderlokomotiven kaum gebräuchlichen Achsfolge als „Prairie“-Lokomotive. Erste Entwürfe sahen 1932 eine Weiterentwicklung der LNER-Klasse K3, einer 1’C-Güterzuglokomotive, vor. Zwei Jahre später basierte ein neuer Entwurf auf den kurz zuvor entwickelten Mikado-Lokomotiven der LNER-Klasse P2 („Cock o’the North“), die quasi um eine Kuppelachse verkürzt wurde. Gresley leitete die Baureihe schließlich von seinen Pacifics der LNER-Klasse A3 ab, sie erhielten wie fast alle Entwürfe Gresleys einen Dreizylinderantrieb. Auch wichtige Einzelteile wie etwa der Kessel wurden in modifizierter Form von den A3-Lokomotiven übernommen. Erbaut wurden die Lokomotiven in den unternehmenseigenen Werken der LNER in Doncaster und Darlington. Bis 1944 entstanden in mehreren Baulosen insgesamt 184 Exemplare. Weitere vier Stück waren geplant, durch Gresleys Nachfolger Edward Thompson wurde die Bestellung aber kurzfristig in Pacifics des Typs A2/1 nach seinem eigenen Entwurf geändert.
Eingesetzt wurden die Lokomotiven fast im gesamten Netz der LNER, von London bis nach Schottland. Nach der Nationalisierung kamen sie auch auf anderen Strecken außerhalb des ehemaligen LNER-Netzes zum Einsatz, blieben aber vorwiegend auf den ehemaligen LNER-Strecken. Ihre hohe Achslast beschränkte den Einsatz zu LNER-Zeiten allerdings auf etwa 40 % des Streckennetzes. Aufgrund ihrer Leistungsfähigkeit wurden sie neben den vorgesehenen Einsatzgebieten im Personen- und Expressgüterverkehr häufig als Ersatz für Schnellzuglokomotiven der Klassen A3 und A4 verwendet, wobei die nominelle Höchstgeschwindigkeit allerdings häufig überschritten wurde. Bei Testfahrten erreichte eine V2 163 km/h und kam damit über 100 Meilen pro Stunde. Während des Zweiten Weltkriegs bewährten sich die V2 als ideale Mehrzwecklokomotiven, die in der Lage waren, auch schwere Truppenzüge mit bis zu 20 Reisezugwagen und 700 Tonnen Gewicht zu befördern. Bei den Lokomotivführern der LNER galten die V2 daher als „die Lokomotiven, die den Krieg gewannen.“

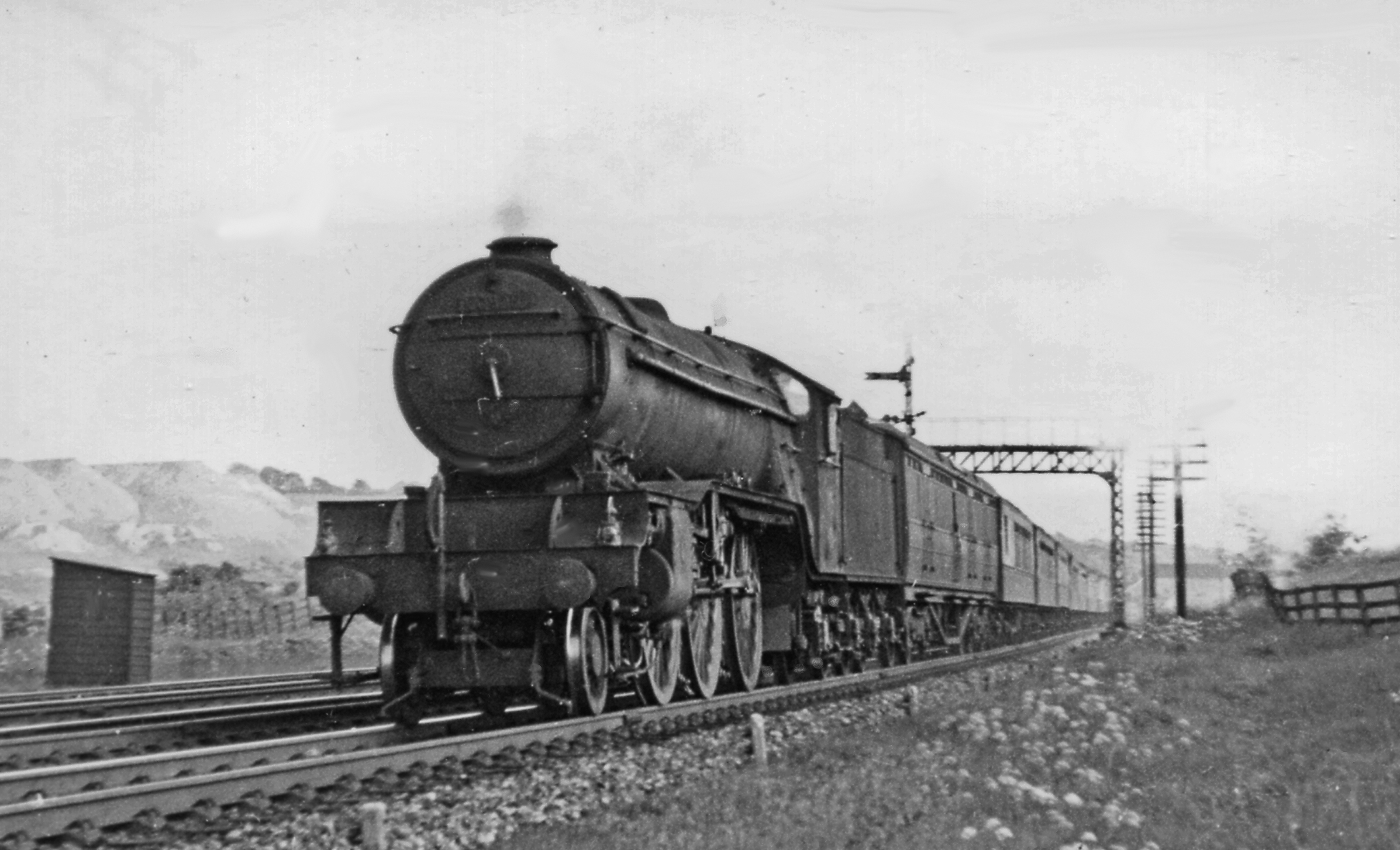
Lokomotive Nr. 60975 im Jahr 1954 auf der ECML vor dem Pullmanzug „Queen of Scots“ auf dem Weg von London King’s Cross nach Glasgow

Einsatzschwerpunkte waren zu Zeiten von British Railways vor allem die East Coast Main Line, die Waverley Line zwischen Edinburgh und Carlisle und weitere schottische Hauptstrecken sowie die ehemalige Hauptstrecke der Great Central Railway zwischen London Marylebone und Sheffield. Dabei bespannte sie auch Pullmanzüge wie den „Master Cutler“ von London nach Sheffield oder den „Yorkshire Pullman“ nach Harrogate. 1962 wurden die ersten V2 ausgemustert. Die letzten Exemplare fuhren bis 1966 in Schottland zwischen Edinburgh und Aberdeen. Die letzte V2, die Lokomotive mit der Nummer 60831, wurde als letzte aller von Gresley entworfenen großen Schlepptenderlokomotiven am 6. Dezember 1966 außer Dienst gestellt.

## Namensgebung
Acht der Maschinen erhielten Namensplaketten. Die erste Lokomotive der Baureihe wurde entsprechend einem der geplanten Einsatzgebiete nach einem der neuen Güterexpresszüge als Green Arrow bezeichnet. Fünf Lokomotiven erhielten Namen von Regimentern der britischen Armee, darunter die Lokomotive 835 (BR: 60835), die mit dem Namen The Green Howard, Alexandra, Princess of Wales’s Own Yorkshire Regiment den längsten je vergebenen Lokomotivnamen in Großbritannien erhielt. Die übrigen zwei Lokomotiven bekamen Namen von Public Schools. Planungen für weitere Namensgebungen fielen dem Krieg zum Opfer.

## Technische Merkmale
Die Bauart als Prairie-Schlepptenderlokomotive der Achsfolge 1’C1’ war für das britische Eisenbahnsystem ungewöhnlich. Außer der V2 entstand – abgesehen von einer erfolglosen Versuchslokomotive der Midland Railway – lediglich die etwas leichtere LNER-Klasse V4 mit dieser Achsfolge, von der bedingt durch Gresleys Tod nur mehr zwei Exemplare gebaut wurden. Mit der verwendeten Achsfolge war es allerdings möglich, im Vergleich mit der Vorgängerserie K3 eine breitere Feuerbüchse zu verwenden, wie sie von Gresley zur Erzielung einer möglichst großen direkten Strahlungsheizfläche bevorzugt wurde. Gresley leitete den Entwurf ansonsten von den A3-Pacifics ab. Die V2 erhielten neben der geänderten Achsfolge etwas kleinere Treibräder und eine verkürzte Version des A3-Kessels, der anstelle eines herkömmlichen Dampfdoms lediglich einen flachen Dampfsammler erhielt. Das Führerhaus der V2 war keilförmig, ähnlich einer Windschneide gestaltet, allerdings weniger aus aerodynamischen Gründen, sondern um auch nachts eine blendfreie Sicht aus dem Führerstand zu gewährleisten.
Die Vorlaufachse erhielt ein mit Pendelfedern modifiziertes Bisselgestell nach einem Patent Gresleys, das – gut unterhaltene Gleise vorausgesetzt – der Lokomotive zu einem sehr ruhigen Verlauf verhalf. In den Kriegs- und Nachkriegsjahren führte unzureichende Unterhaltung der Lokomotiven und Gleise mehrfach zu Unfällen aufgrund von Entgleisungen der Vorlaufachsen. Das Laufgestell wurde daher bei allen Lokomotiven schrittweise mit veränderten Rückstellfedern ausgerüstet.
Wie fast alle Entwürfe Gresleys bekamen die Lokomotiven einen Dreizylinderantrieb mit der von ihm entwickelten Steuerungsbauart, bei der der Schieber des Innenzylinders mechanisch über die Steuerung der Schieber der Außenzylinder angelenkt wurde. Treibachse war für alle drei Zylinder die zweite Kuppelachse. Alle drei Zylinder wurden mitsamt den Schieberkästen und dem Auflager für die Rauchkammer in einem Stück gegossen, was das Gewicht reduzierte und eventuelle Probleme mit Lecks in dem Dampfleitungen vermindern sollte. In den 1950er Jahren zeigten sich jedoch zunehmend Risse in den Zylinderblöcken, die nur mit erheblichem Aufwand zu reparieren oder zu ersetzen waren. Ab 1956 wurden sie daher bei Hauptuntersuchungen durch drei einzelne Zylinderblöcke ersetzt. Bedingt durch die ab 1960 zunehmende Umstellung auf Diesellokomotiven erhielten lediglich noch 71 Lokomotiven die neuen Zylinder. Eine weitere Maßnahme zur Gewichtsreduzierung war die Verwendung hochwertigen Nickel-Chrom-Stahls für Kuppel- und Treibstangen.
Ebenfalls weitgehend dem Strukturwandel der Eisenbahn zum Opfer fiel die geplante Umrüstung der Saugzuganlage. 1960 hatten Versuche gezeigt, dass eine Umrüstung auf Kylchap-Doppel-Blasrohre anstelle der herkömmlichen Anlage eine deutliche Leistungssteigerung erbrachte. Aufgrund der zu erwartenden kurzen Restnutzungszeit bekamen lediglich noch acht Lokomotiven Kylchap-Blasrohre.

## Erhaltene Lokomotiven

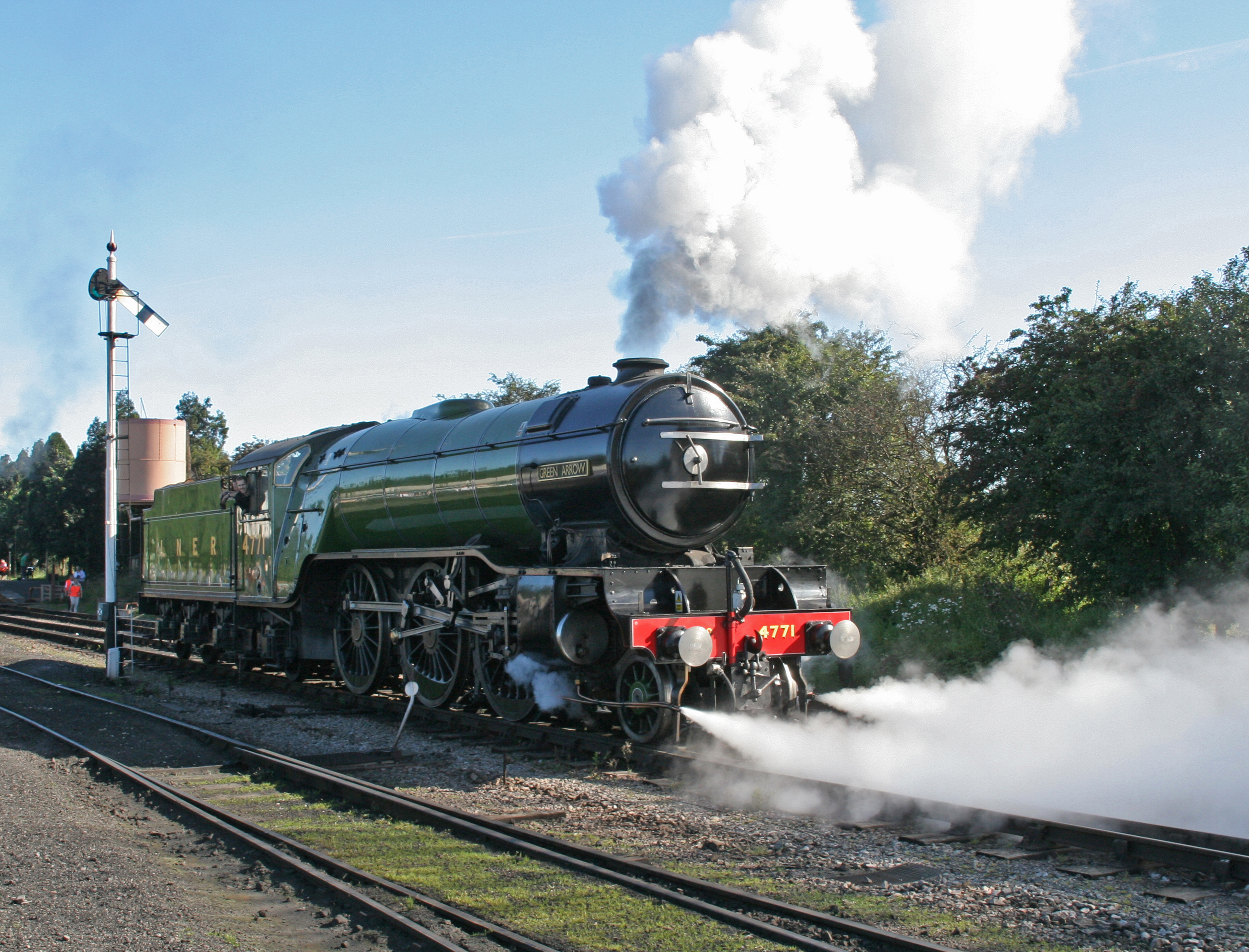
„Green Arrow“ bei der Gloucestershire Warwickshire Railway

Mit der Lokomotive 60800 Green Arrow ist die erste erbaute Lokomotive der Baureihe zugleich auch das einzige erhaltene Exemplar. Sie wurde 1962 aus dem Plandienst genommen und zunächst als Ausstellungsstück für ein geplantes Museum in Leicester vorgesehen. Fast zehn Jahre stand die Lokomotive an verschiedenen geschützten Standorten, bis sie 1971 in das National Railway Museum (NRM) nach York kam. Bereits 1972 verließ sie das Museum wieder und wurde in Norwich betriebsfähig aufgearbeitet. Bis 2008 wurde die Lokomotive vielfach auf Museumsbahnen und vor Sonderzügen eingesetzt. Kurz vor Ablauf ihrer Kesselfrist musste sie im April 2008 aufgrund leckender Rohre abgestellt werden, worauf beschlossen wurde, sie zunächst abzustellen. Anschließend kam sie zurück nach York und ist seitdem im NRM ausgestellt. Pläne zu einer erneuten Aufarbeitung wurden bislang nicht umgesetzt, da die „Green Arrow“ noch mit dem ursprünglichen, aufwändig zu reparierenden Zylinder-Monoblock ausgestattet ist.